# Hep-hep-kravallerna

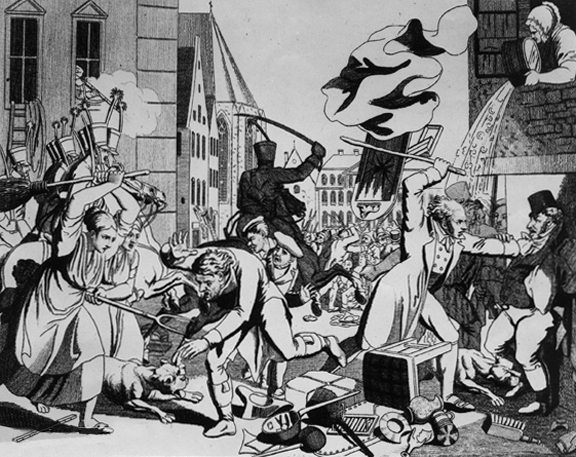
Antisemitiskt upplopp i Frankfurt. Ett av de så kallade hep-hep-upploppen mot judar som förekom på flera orter i Tyskland 1819. Samtida illustration av Johann Michael Voltz.

Hep-hep-kravallerna var antisemitiska attacker som började den 2 augusti 1819 i Würzburg. Hep, hep! var ett hånligt tillrop till judarna.
Oroligheterna spred sig till andra tyska städer och så långt som till Danmark, Polen, Lettland och Böhmen. De tog sig uttryck i attacker på judiska bostadskvarter och verksamheter, plundring, trakasserier och misshandel, dock inga dödsfall. De var en reaktion på det faktum att judarna nyligen hade tillerkänts medborgerliga rättigheter och ghettona hade avskaffats av Napoleon, och deras integration i det övriga samhället sågs som ett hot. 
Upploppen utbröt under en instabil politisk period. Under Napoleonkrigen hade kejsar Napoleon I avskaffat ghettosystemet och givit judarna samma medborgerliga rättigheter i de delar av Europa han ockuperade, däribland i Tyskland. Under Wienkongressen 1815 hade judarna begärt lika rättigheter av de nya makthavarna efter Napoleons fall, men flera stater återinförde diskriminerande lagstiftning, och i de som avstod, rådde en spänd stämning mot judarna på grund av deras nyligen förvärvade rättigheter, som uppfattades som ett hot. Samtidigt ökade misären för allmänheten på grund av Året utan sommar och den politiska repressionen genom Karlsbadbesluten. Kravallerna åstadkom förstörelse och vandalism och misshandel och allmän antisemitism runtom Tyskland, men inga dödsfall. Kravallerna dog ut och bekämpades framgångsrikt av de lokala härskarna. 